# Pumiliopsis
Pumiliopsis is een geslacht van eenoogkreeftjes uit de familie van de Bomolochidae. De wetenschappelijke naam van het geslacht is voor het eerst geldig gepubliceerd in 1967 door Pillai.

## Soorten
- Pumiliopsis plautus Cressey & Boyle, 1973
- Pumiliopsis sardinellae (Bennet, 1964)